# 無頭騎士追逐伊卡鮑德·克萊恩
《無頭騎士追逐伊卡鮑德·克萊恩》（英語：The Headless Horseman Pursuing Ichabod Crane）是美國藝術家約翰·奎多創作的一幅油畫，描繪了華盛頓·歐文短篇小說《沉睡谷傳奇》中的一幕。
這幅畫是奎多據歐文小說繪製的幾幅畫作之一，其他尚有《Ichabod Crane Flying from the Headless Horseman》（1828年）和《The Return of Rip Van Winkle》（1849年）等。
奎多首先在紐約市國家學院博物館和學校展出了這張作品。目前藏於華盛頓特區的史密森尼美國藝術博物館。
畫中共有兩個人物，一個是驚慌逃竄的教師伊卡鮑德·克萊恩，另一個是正拿著頭顱（南瓜）瞄準他的無頭騎士。

## 外部連結
- 無頭骑士追逐伊卡鲍德·克萊恩 （页面存档备份，存于）在史密森尼美國藝術博物館網站（英文）